# Julija Witaljewna Pidluschnaja

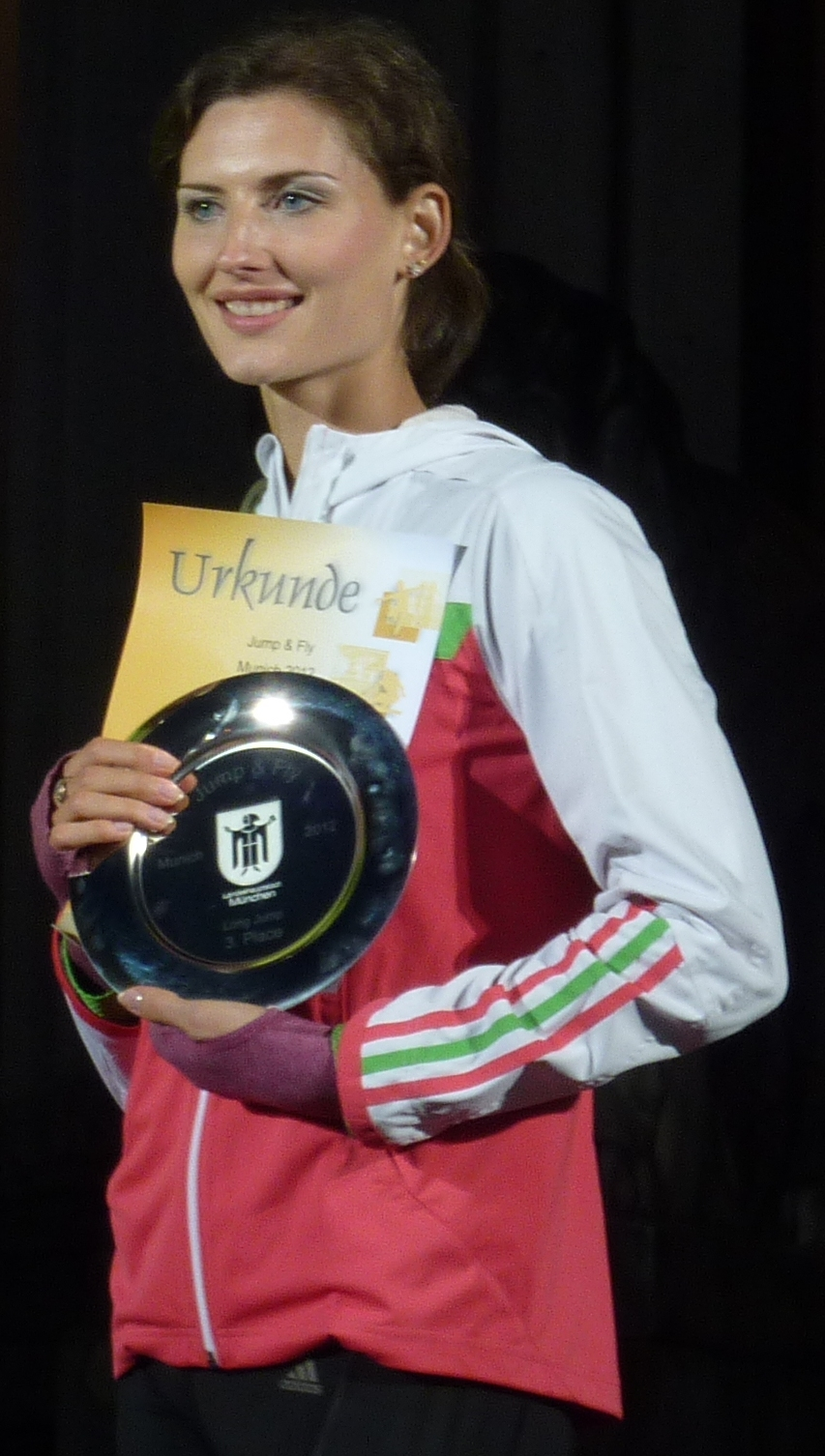
Julija Pidluschnaja 2012 in München

Julija Witaljewna Pidluschnaja (russisch Юлия Витальевна Пидлужная, engl. Transkription Yuliya Vitalyevna Pidluzhnaya; * 1. Oktober 1988 in Swerdlowsk) ist eine russische Weitspringerin.
Pidluschnaja belegte bei den Leichtathletik-Jugendweltmeisterschaften 2005 in Marrakesch den neunten Platz im Weitsprung. 2006 wurde sie Russische Juniorenmeisterin und nahm an den Leichtathletik-Juniorenweltmeisterschaften in Peking teil. Bei den Leichtathletik-Junioreneuropameisterschaften 2007 in Hengelo gewann sie die Bronzemedaille.
2011 errang Pidluschnaja bei den Leichtathletik-Halleneuropameisterschaften in Paris hinter ihrer Landsfrau Darja Klischina und der Portugiesin Naide Gomes die Bronzemedaille.